# Хомосфера
Хомосфера (грч. homos — једнак и грч. sphaira — лопта) је слој Земљине атмосфере који се простире до висине од 90-100 километара изнад Земље. Одликује га углавном хомоген састав ваздуха, који се овде ретко мења. Од хетеросфере одваја је турбопауза.